# SBML 2インチ迫撃砲
SBML 2インチ迫撃砲（Ordnance SBML 2-inch mortar）はイギリス製の砲口装填式軽迫撃砲である。

## 概要
SBMLとはSmooth Bore Muzzle Loadingの略で日本語で滑空砲、前装式を意味している。
最初の2インチ中迫撃砲（マークI）は1918年の塹壕戦で登場したが、1919年には廃止された。その後1930年代半ばになって歩兵小隊レベルで運用する軽量迫撃砲の必要性が高まったことにより、新型迫撃砲の試作・評価が行われた。最終的にエキア社（スペイン）のものが採用され、修正を施されたうえで1938年2月より生産に移された。多くの派生型が存在しており、以下にその概要を掲載する。
- マークI - 1918年型（1919年廃止）
- マークII - 1938年型（この型以降が第二次世界大戦で使用された）
- マークII*/** - ユニバーサルキャリアー搭載型
- マークII*** - 歩兵部隊運用型
- マークIII - 戦車搭載型
- マークIV - 試作生産のみ
- マークV/VI - 未生産
- マークVII - ユニバーサルキャリアー搭載型
- マークVII* - 空挺部隊運用型
- マークVII** - 歩兵部隊運用型
- マークVIIA - インド陸軍採用型
- マークVIII - 空挺部隊運用型
- マークVIII* - 歩兵部隊運用型

ユニバーサルキャリアー搭載型が長方形の重い床板を持つのに対して、歩兵部隊運用型は小さな床板を持つ。空挺部隊運用型は他の型に比して砲身が短く軽量である。全ての型は同一の弾薬を使用し、高性能炸薬弾・発煙弾・照明弾・各種信号弾が生産された。角度は砲身を支える射手の手によって調整され、射撃に際しては引き金を用いる。
戦後は改良型の51mm軽迫撃砲L9A1へ移行して1980年代までイギリス軍で装備されていた。